# Independente AC (Pará)
Independente AC is een Braziliaanse voetbalclub uit Tucuruí in de staat Pará.

## Geschiedenis
De club werd opgericht in 1972. In 2009 promoveerde de club naar de hoogste klasse van de Campeonato Paranaense. Twee jaar later werd de club staatskampioen en speelde in de Série D en bereikte daar de kwartfinale, die ze verloren van Cuiabá EC. 

## Erelijst
Campeonato Paranaense
2011